# Bajki dla potłuczonych
Bajki dla potłuczonych – program kabaretu Potem, głównie autorstwa Władysława Sikory, będący zbiorem skeczy przedstawiających interpretacje popularnych baśni.
Oprócz Władysława Sikory autorami tekstów są pozostali członkowie kabaretu Potem – Joanna Kołaczkowska, Dariusz Kamys oraz Andrzej Kłos i Janusz Rewers, a głównym autorem muzyki – Adam Pernal. Program jest wymieniany jako jeden z najlepszych w dorobku Kabaretu Potem.
Skecze i piosenki tworzące program nagrany jako spektakl telewizyjny:

- Wstęp,
- Piosenka wejściowa (Piosenka wejściówka),
- Śpiąca królewna,
- Smoki dwa,
- Śnieżka (Królewna Śnieżka i dwóch krasnoludków),
- Jaś i Małgosia (Jaś i Małgosia – kto kogo zje?),
- O rybaku i rybce,
- Dziewczynka z zapałkami (Pałka zapałka, dwa kije, kto nie zamarznie, ten żyje),
- Kaj uwięziony,
- Kopciuszek (Bajka o dziewczynce, która wypalała 3 paczki dziennie),
- Finał,
- Calineczka,
- Piękna i Bestia,
- Królewicz Fredek (Książę Fredek na groszku),
- Dama na wieży,
- Honorata z poprawczaka (O królewnie, która poszła do poprawczaka),
- Czerwony Kapturek (Bajka o Czerwonym Kapturku, pod tytułem cynicznym: Szkoda Babci),
- Kaczątko,
- Marionetki,
- Pocałuj żabkę,
- Grajek,
- Pinokio (Pinokio – drewniane story),
- Lustereczko (Lustereczko, powiedz przecie...),
- Smok Wawelski (Sposoby Dratewki – bajka o smoku),
- Sierotka Mariola,
- Ochmistrz (Ochmistrz – pan pozna panią),
- Organista (Zastrzelić organistę!),
- Mały Książę (Ach te róże – Mały Książę).

Niektóre skecze wchodzące w skład zbioru nie zostały nagrane, np. Czarownik Zuzu lub Wykład o średniowieczu. Piosenki Kłopoty Calineczki, Kaj uwięziony i Ballada o brzydkim kaczątku znalazły się również na kasetach magnetofonowych „Piosenki kabaretu Potem” i „Kabaret Potem i Przyjaciele”.
Premiera programu miała miejsce w Teatrze Rampa w 1991 roku. Program został wydany na VHS przez Telewizję Polską. Nagranie pochodzi z 1994 roku i trwa 55 minut, zawierając oprócz programu głównego dodatkowe skecze i piosenki oraz komentarze. DVD wydano w 2003.
Zaprezentowany w 1991 roku program jest określany jako szczytowe osiągnięcie kabaretu. Na siódmej edycji PaKI zaprezentowany został m.in. skecz „Czerwony kapturek”. Kabaret Potem już wcześniej był laureatem, ale w ramach kolejnej nagrody na siódmej edycji festiwalu w 1991 roku, mógł nagrać swój program w studiu telewizyjnym. Od tego czasu wzrosła popularność tego kabaretu. Nina Terentiew zaproponowała nagranie „Bajek...”, ale Sikora zadecydował o wyborze wcześniejszego programu – „Z Kolbergiem przez świat”. Ostatecznie jednak później nagrano również „Bajki dla potłuczonych” wystawione w Teatrze Lubuskim. „Bajki dla potłuczonych” zostały przedstawione jako impreza towarzysząca kolejnej PaKI w 1992 roku, a Potem ponownie został laureatem przeglądu. Utwory z programu zostały również wytypowane do koncertu finalistów 33 edycji PaKI w 2017 roku.
Według autora tekstów „Bajek dla potłuczonych”, Władysława Sikory, przez samych wykonawców były one uważane za infantylne. Skecze zebrane w tym programie komizm opierają na łamaniu schematów z epiki rycerskiej i baśni. Jako takie są przykładem antybaśni, czyli modernistycznej gry literackiej polegającej na odwróceniu tradycyjnych motywów. Przykładowo, wbrew baśniowym konwencjom królewna była brzydka. W odróżnieniu od klasycznych baśni, gdzie czasem pojawiają się wątki niebezpieczeństwa i smutku, w celu nauczenia dzieci konfrontacji z takimi elementami życia, bajki kabaretu Potem oparte na smutnych motywach, np. Dziewczynki z zapałkami neutralizowały ten wydźwięk, utrzymując je w tonie niepoważnym. Jako takie są określane jako przeznaczone wyłącznie dla osób dorosłych, już znających konwenanse kulturowe. Komizmowi opartemu na zderzeniu stereotypów służy także używanie wulgaryzmów kontrastujących z etosem rycerskim. Podobne motywy pojawiały się również w skeczach powstałych później, a kabaretowi Potem przypisuje się ważną rolę w przełamaniu skojarzenia polskich kabaretów z lat 80. XX w. jako przede wszystkim pola do satyry politycznej. Z drugiej strony przywoływane jest powiązanie stylistyczne z Bajkami dla dorosłych emitowanymi w polskiej telewizji w latach 70. XX w.
Na motywach programu powstał spektakl „Złanocki, czyli bajki dla potłuczonych” Adama Pernala i Michała Kowalczyka w reżyserii Jerzego Jana Połońskiego mający prapremierę w chorzowskim Teatrze Rozrywki 11.04.2014.